# Хелалитурку
Хелалитурку (также Хелали-Турку, Фадерысырута) — пресноводное озеро в Таймырском Долгано-Ненецком районе Красноярского края России, находится в северо-западной части полуострова Таймыр, в левобережье реки Пясина, юго-восточнее устья реки Мокоритто.

## Общие сведения
Имеет каплевидную форму, береговая линия слабо изрезана. Высота над уровнем моря — 89 м. Площадь озера — 42,6 км², водосборная площадь — 86,1 км². Длина составляет около 12,4 км, ширина в восточной части достигает 6,6 км.

## Описание
Впадает несколько ручьёв и протока от озера Малый Хелали, находящегося на северо-западе. Из озера на северо-востоке вытекает река (протока) Хелали, приток Большой Люнгфады. Острова на озере отсутствуют. Берега высокие, покрытые тундровой растительностью и кустарником. Населённые пункты на озере отсутствуют.